# Captopril
El captopril es un inhibidor de la enzima convertidora de angiotensina (IECA) que actúa bloqueando la proteína peptidasa del centro activo de la misma.
El captoprilo inhibe la dipeptidasa de peptidilo, una enzima convertidora que hidroliza la angiotensina I en angiotensina II e inactiva a la bradicina, un potente vasodilatador que actúa al menos en parte por estimulación de la secreción de óxido nítrico y prostaciclina. La actividad hipotensora del captoprilo es resultado de una acción inhibitoria sobre el sistema renina-angiotensina y una estimulante del sistema calcicreína-cinina.
El captopril fue la primera molécula que sintetizada por variación estructural a partir de la molécula original de angiotensina I y del receptor de la ECA, lo que permitió iniciar los estudios de variación estructural en otras moléculas con sus receptores correspondientes, lo que se vio mejorado tras la incorporación de la cristalografía por difracción de rayos X.
```
El nombre "captopril" se deriva de su estructura química y de su mecanismo de acción: "Capto" hace referencia al grupo funcional sulfhidrilo (-SH) presente en la molécula (QUIMICAFACIL.NET); mientras que "-pril": Es la terminación común en los nombres de los inhibidores de la enzima convertidora de angiotensina (ECA), indicando su pertenencia a esta clase de medicamentos. 
```

## Uso e indicaciones
Se usa para tratar la presión alta (hipertensión). También se usa para ayudar a retrasar el mayor debilitamiento del corazón en algunos pacientes después de un ataque al corazón y para tratar problemas del riñón en algunos pacientes diabéticos y para tratar el fallo congestivo del corazón. El captopril también se puede usar para otras condiciones según lo determine su médico.

## Interacción con otros fármacos
El efecto hipotensor se ve aumentado con medicamentos del tipo de diuréticos, inhibidores de calcio, beta-bloqueadores adrenérgicos, vasodilatadores, liberadores de renina, bloqueadores ganglionares barbitúricos, alcohol, narcóticos, fenfluramina y diazóxido.
Se observa disminución del efecto hipotensor con AINEs, colestiramina. Los medicamentos ahorradores de potasio sólo se deben administrar con precaución, debido a que pueden presentar un aumento de potasio sérico.
Con la administración concomitante de corticosteroides, ACTH y ketanserina, puede ocasionarse hipocaliemia y deficiencias de otros electrólitos. Con el tratamiento concomitante de CAPTOPRIL y/o tiazidas se ha observado elevación de la concentración de litio sérico. La indometacina puede disminuir el efecto antihipertensivo del CAPTOPRIL sobre todo en pacientes con renina baja.
Litio: Se ha reportado aumento del litio sérico y síntomas de toxicidad en pacientes que reciben tratamiento concomitante con inhibidores de la ECA. Administrar con precaución. Si se utiliza diurético, aumenta toxicidad del litio.(

## Presentación farmacéutica
Envase de 30 comprimidos, de 25 mg, 50 mg y 100 mg para ingerir vía oral

### ¿Qué debe saber mi profesional médico antes de que yo tome este medicamento?
Antes de tomar este medicamento, informe a su profesional médico sobre otros medicamentos que está tomando, incluyendo medicamentos de venta libre.
Informe a su profesional médico si alguna vez ha tenido:
- Una reacción alérgica a cualquier medicamento
- Angioedema
- Diabetes
- Problemas de las válvulas cardíacas
- Problemas en los riñones o en el hígado
- Lupus, escleroderma u otra enfermedad del tejido conectivo
- Problemas con bajos niveles de sodio en la sangre o con altos niveles de potasio en la sangre.

Informe a su profesional médico si ha estado siguiendo una dieta baja en sodio.

### Captopril en la lactancia
Mujeres en edad de tener hijos: Este medicamento por lo general no se toma durante el embarazo porque puede causar daño al bebé. Si está embarazada, informe a su profesional médico. No se quede embarazada mientras se esté tratando con este medicamento. Si se queda embarazada, póngase en contacto con su profesional médico de inmediato. No amamante mientras esté recibiendo este medicamento.

## Farmacocinética(ADME)
El captopril se absorbe rápidamente y tiene una biodisponibilidad de 75% aproximadamente. La biodisponibilidad se reduce en un 25% a 30% con los alimentos. Las concentraciones máximas en plasma ocurren dentro de una hora, y el medicamento se elimina rápidamente, con una vida t1/2 de aproximadamente 2h. La mayor parte del fármaco se elimina con la orina  40 a 50% como captropil y disulfuro de captropil-cisteína.

## Dosis más utilizadas
La dosis oral del captropil varía de 6,25 a 150 mg 2 a 3 veces al día del inicio del tratamiento de la insuficiencia  cardíaca o  la  hipertensión,respectivamente. 

### Hipertensión
El captopril es eficaz solo o en combinación con otros agentes antihipertensivos, especialmente con los diuréticos tiazídicos. Los efectos hipotensores del captopril y de las tiazidas son prácticamente aditivos.
Antes de iniciar el tratamiento con el captopril deben considerarse: el tratamiento antihipertensivo reciente, las cifras tensionales, la restricción de sal en la dieta y otras situaciones clínicas. Si es posible, deberá retirarse la medicación antihipertensiva previa una semana antes del inicio del tratamiento con captopril. La dosis inicial de captopril es de 50 mg al día. Si no se consigue reducir satisfactoriamente la tensión arterial tras una o dos semanas de tratamiento, la dosis puede incrementarse a 100 mg en dosis única diaria o dividida en dos dosis.
La dosis de captopril para tratar la hipertensión generalmente no debe exceder los 150 mg al día. En ningún caso se debe superar una dosis máxima de 450 mg al día de captopril. La restricción concomitante de sodio puede ser beneficiosa cuando se utiliza captopril en monoterapia. Si la presión sanguínea no se ha controlado adecuadamente tras una o dos semanas de tratamiento, se deberá añadir una dosis baja de un diurético tipo tiazida como hidroclorotiazida (25 mg al día). La dosis de diurético puede incrementarse a intervalos de una a dos semanas hasta alcanzar la dosis antihipertensiva máxima habitual. Si se inicia la terapia con captopril en pacientes en tratamiento con diuréticos, éste deberá iniciarse bajo estricto control médico.
En pacientes con hipertensión grave (por ejemplo, hipertensión acelerada o maligna) en los que no es deseable o posible una interrupción temporal de la terapia antihipertensiva, o si está indicado un rápido descenso de la tensión arterial, deberá continuarse con el diurético, pero se interrumpirá la medicación antihipertensiva restante, para iniciar rápidamente y bajo estricto control médico, la administración de captopril a dosis de 25 mg dos o tres veces al día. Cuando la situación clínica del paciente lo requiera, la dosis diaria de captopril podrá incrementarse (manteniendo la terapia con diurético) cada 24 horas o menos, bajo supervisión médica continuada, hasta lograr un control satisfactorio de la tensión arterial o alcanzar la dosis máxima de captopril. En este régimen la asociación de un diurético más potente (por ejemplo, furosemida) puede también estar indicada.

### Insuficiencia cardíaca
Antes de iniciar la terapia debe considerarse el tratamiento previo con diuréticos y la posibilidad de depleción grave de sal/volumen. En pacientes normotensos o hipotensos que hayan sido tratados con diuréticos y que puedan estar hiponatrémicos y/o hipovolémicos, una dosis inicial de 6,25 o 12,5 mg de captopril administrada tres veces al día puede minimizar la magnitud o la duración del efecto hipotensor. En estos pacientes la dosis diaria habitual puede alcanzarse en los días siguientes.
Para la mayoría de los pacientes la dosis diaria inicial es de 25 mg de captopril tres veces al día. Tras alcanzar la dosis de 50 mg tres veces al día, los incrementos posteriores de dosis deben retrasarse, al menos cada dos semanas o más si es posible, para establecer una respuesta satisfactoria. La mayoría de los pacientes estudiados presentaron una mejoría clínica significativa con dosis de 50 o 100 mg tres veces al día. No debe superarse una dosis máxima de 450 mg de captopril al día). Generalmente, el captopril se administrará asociado con diurético.
Infarto de miocardio:
El captopril está indicado en el postinfarto de miocardio tras 72 horas de estabilidad hemodinámica en pacientes que hayan presentado insuficiencia cardíaca en el curso de la enfermedad o que tengan evidencia de fracción de eyección disminuida.
El tratamiento debe iniciarse precozmente, a partir del 3.er día postinfarto de miocardio. Tras una dosis inicial de 6,25 mg de captopril, la dosis se incrementará a 12,5 mg tres veces al día, y de forma gradual en función de la tolerancia a 25 mg tres veces al día, hasta una dosis de 150 mg de captopril al día. Si se presentase hipotensión sintomática, se requerirá una reducción de la dosis. Los intentos sucesivos por alcanzar la dosis óptima de 150 mg deberán basarse en la tolerancia del paciente al captopril.
El captopril puede ser administrado a pacientes en tratamiento con otras terapias postinfarto de miocardio, como trombolíticos, salicilatos o betabloqueantes.

### Nefropatía diabética
El captopril está indicado en el tratamiento de la nefropatía diabética en pacientes insulinodependientes, ya sean normotensos o hipertensos. El captopril previene la progresión de la enfermedad renal y reduce las secuelas clínicas que a ella se asocian (incluyendo la necesidad de diálisis, trasplante renal y la mortalidad).
En los pacientes con nefropatía diabética, la dosis recomendada de captopril, es de 75 mg a 100 mg al día fraccionados en varias tomas. Si se precisara una reducción de la presión arterial mayor que la obtenida con estas dosis, se pueden asociar a captopril betabloqueantes, vasodilatadores o hipotensores de acción central. El captopril a dosis diarias de 75 mg a 100 mg en tomas fraccionadas se suele tolerar bien en pacientes con nefropatía diabética y deterioro leve a moderado de la función renal.
Niños y lactantes: la dosis usual es de 0,30 mg/kg de peso, tres veces al día. En niños propensos a la hipotensión, la dosis inicial debe reducirse a 0,15 mg/kg. Si es preciso, se añadirá un diurético.
Ajuste de dosis en insuficiencia renal: el captopril se excreta principalmente por vía renal. Por ello, la eliminación es más lenta en los pacientes con insuficiencia renal. Estos pacientes pueden responder a dosis inferiores o intervalos más prolongados (menos frecuentes) de captopril. Por tanto, en pacientes con insuficiencia renal significativa, deberá reducirse la dosis diaria inicial de captopril y se realizarán incrementos menores y más lentos (con intervalos de una a dos semanas). Si se precisara tratamiento diurético concomitante, por ejemplo, furosemida son preferibles a las tiazidas en pacientes con deterioro renal grave.

## Contraindicaciones
El captopril está contraindicado en pacientes con hipersensibilidad a este medicamento o a cualquier inhibidor de la enzima conversora de la angiotensina (ECA) (por ejemplo, pacientes que hayan presentado angioedema durante la terapia con cualquier ECA).

### Angioedema
Se han observado casos de angioedema en pacientes tratados con ECA, incluyendo captopril. Si el angioedema afecta a la lengua, glotis o laringe, puede producir obstrucción de las vías aéreas y ser fatal. Se instaurará tratamiento de urgencia con adrenalina subcutánea al 1:1000. Los casos de hinchazón limitados a cara, mucosa oral, labios y extremidades generalmente se resuelven suprimiendo el tratamiento con captopril; algunos casos precisan tratamiento médico.
Reacciones anafilactoides durante la diálisis de alto flujo y la aféresis de lipoproteínas: se han descrito casos de aparición de reacciones anafilactoides en pacientes hemodializados con membranas de diálisis de alto flujo. También se han detectado reacciones anafilactoides en pacientes que estaban siendo tratados mediante aféresis de lipoproteínas de baja densidad por absorción con sulfato de dextrano. En estos pacientes debe considerarse la utilización de otro tipo de membrana de diálisis o de medicación.

### Neutropenia y agranulocitosis
La aparición de neutropenia es muy rara (incidencia < 0,02%) en pacientes hipertensos con función renal normal (Crs < de 1,6 mg/dl) y no afectos de enfermedad vascular del colágeno. En pacientes con algún grado de insuficiencia renal (Crs > 1,6 mg/dl) pero sin enfermedad vascular del colágeno, el riesgo de neutropenia en ensayos clínicos fue aproximadamente de un 0,2%. En pacientes con insuficiencia renal, la utilización de alopurinol concomitantemente con captopril se relaciona con la aparición de neutropenia. En pacientes con enfermedades vasculares del colágeno (por ejemplo, lupus eritematoso sistémico, esclerodermia) e insuficiencia renal se presentó neutropenia en un 3,7% de los pacientes en ensayos clínicos.
Generalmente, la neutropenia se ha detectado dentro de los tres meses siguientes al inicio de la terapia con captopril. El recuento de neutrófilos se normaliza a las dos semanas de la suspensión del captopril y las infecciones graves se limitaron a pacientes clínicamente complejos. Aproximadamente, un 13% de las neutropenias fueron fatales, pero casi todos los casos se produjeron en pacientes con enfermedades graves, con enfermedades vasculares del colágeno, insuficiencia renal, insuficiencia cardíaca o terapia inmunosupresora, o una combinación de estos factores. La evaluación del paciente hipertenso o con insuficiencia cardíaca debe incluir siempre la valoración de la función renal. Si se utiliza captopril en pacientes con deterioro significativo de la función renal, debe evaluarse el recuento leucocitario, previamente al inicio de la terapia y con intervalos de dos semanas durante tres meses y luego periódicamente.
El captopril debe utilizarse tras valorar la relación beneficio/riesgo y con precaución, en pacientes con enfermedad vascular del colágeno o que están expuestos a otros fármacos que puedan afectar la serie blanca o la respuesta inmune, y específicamente cuando existe alteración de la función renal. Como la supresión de la terapia con captopril y otros fármacos origina por lo general una rápida restitución del contaje normal de las células blancas, si se confirma la existencia de neutropenia (<1000 neutrófilos/mm3), se debe interrumpir la administración de Capoten y seguir de cerca la evolución del enfermo.

### Proteinuria
Se ha observado proteinuria >1 g/día en el 0,7 % de los pacientes en tratamiento con captopril. El 90% de estos pacientes mostraba evidencia de nefropatía previa y habían recibido dosis relativamente altas de captopril (> 150 mg/día) o ambos. Aproximadamente 1/5 de los pacientes proteinúricos presentaron síndrome nefrótico. En la mayoría de los casos, la proteinuria decrece o desaparece en seis meses, tanto si se continúa el tratamiento con captopril como si no. Los parámetros de función renal como el nitrógeno ureico y la creatinina raramente se alteran en los pacientes con proteinuria.
En un estudio multicéntrico, doble ciego y controlado con placebo, que incluyó 207 pacientes con nefropatía diabética y proteinuria (> 500 mg al día) se logró una reducción importante en la proteinuria por el tratamiento con captopril a dosis de 75 mg al día durante un tiempo promedio de tres años. No se sabe si la terapia prolongada con captopril en pacientes afectos de otros tipos de nefropatía tiene efectos similares. Deberá estimarse la proteinuria de los pacientes con enfermedad renal previa o que reciban más de 150 mg de captopril al día (mediante tiras reactivas con primera orina de la mañana) antes del tratamiento y periódicamente una vez iniciado éste.

### Hipotensión
En raras ocasiones se observó hipotensión grave en pacientes hipertensos, pero es una consecuencia posible del uso de captopril en pacientes con depleción hidrosalina (por ejemplo, los tratados intensamente con diuréticos), con insuficiencia cardíaca o en diálisis.
En los pacientes hipertensos, puede minimizarse la posibilidad de aparición de hipotensión sintomática con las primeras dosis de captopril aumentando la ingesta de sal o suspendiendo la terapia con diuréticos una semana antes de iniciar el tratamiento con captopril o iniciando la terapia con dosis bajas (6,25 o 12,5 mg). Alternativamente, puede darse la primera dosis bajo supervisión médica que debe mantenerse al menos durante una hora tras la toma. La hipotensión transitoria no contraindica la administración de dosis posteriores una vez que haya aumentado la presión arterial.
En pacientes afectos de insuficiencia cardíaca con tensión arterial normal o baja, se detectaron caídas transitorias de la tensión arterial media >20% en aproximadamente la mitad de los pacientes. Esta hipotensión transitoria es más frecuente que aparezca tras las primeras dosis, y suele tolerarse bien, siendo asintomática o acompañándose de una leve sensación de inestabilidad. En estos pacientes, debido a la posible caída brusca de la tensión arterial se debe iniciar el tratamiento bajo estricta supervisión médica. Una dosis inicial de 6,25 o 12,5 mg de captopril dos o tres veces al día puede minimizar el efecto hipotensor. Los pacientes deben ser controlados durante las dos primeras semanas de tratamiento y siempre que se incremente la dosis de captopril y/o diurético. La hipotensión en sí no es razón suficiente para interrumpir la terapia con captopril. La magnitud de este descenso tensional es máxima al inicio del tratamiento y se estabiliza en una o dos semanas, volviendo generalmente la presión arterial a sus valores iniciales en dos meses, sin que se reduzca la eficacia terapéutica.

### Insuficiencia renal. Hipertensión
En pacientes con hipertensión arterial tratada con captopril, en especial los pacientes que padecen estenosis severa de la arteria renal, se han producido incrementos del nitrógeno ureico y la creatinina sérica tras reducirse la presión arterial con captopril. De aparecer este síndrome, puede ser preciso reducir la dosis de captopril y/o suspender el diurético. 

### Insuficiencia cardíaca
Durante los tratamientos prolongados con captopril alrededor de un 20% de los pacientes con insuficiencia cardíaca desarrollan elevaciones estables del nitrógeno ureico y la creatinina sérica de más de un 20% sobre su nivel basal. Menos del 5% de los pacientes, generalmente afectos de enfermedades renales graves previas, precisan la interrupción del tratamiento por el progresivo incremento de la creatinina.

### Hiperpotasemia
Se han observado elevaciones del potasio en algunos pacientes tratados con ECAs, captopril incluido. Los pacientes con riesgo de desarrollar hipercalemia al ser tratados con ECAs son: los afectos de insuficiencia renal, diabetes mellitus, y los que están tratados concomitantemente con diuréticos ahorradores de potasio, suplementos de potasio o sustitutos de la sal que contienen potasio, o con otros fármacos asociados con elevaciones del potasio sérico (por ejemplo, heparina).

### Insuficiencia hepática
Raramente se ha asociado los ECAs a un síndrome que se inicia con ictericia colostática y progresa a necrosis hepática fulminante y que a veces es mortal. El mecanismo productor de este síndrome es desconocido. En los pacientes tratados con ECAs en quienes aparezcan ictericia o elevaciones marcadas de las enzimas hepáticas debe suspenderse el ECA y se debe realizar un seguimiento médico apropiado.

### Cirugía y anestesia
En pacientes sometidos a cirugía mayor, o durante la anestesia con agentes que producen hipotensión, el captopril puede bloquear la formación de angiotensina II secundaria a la liberación compensatoria de renina. Si aparece hipotensión y se considera producida por este mecanismo, podría corregirse mediante expansores del volumen plasmático.
Si se administran durante el 2.º y 3.er trimestre del embarazo, los inhibidores de la enzima de conversión de la angiotensina (grupo al que pertenece captopril) pueden causar daño y muerte fetal. Si se detecta embarazo, el captopril debe suspenderse lo antes posible. La concentración de captopril en la leche materna es aproximadamente un 1% de la plasmática. Debido a la posible aparición de efectos adversos graves inducidos por el captopril en los lactantes, deberá decidirse si se suspende el tratamiento o la lactancia, teniendo en cuenta la importancia del tratamiento para la madre.

### Uso pediátrico
No se ha establecido la eficacia y seguridad de captopril en niños y lactantes. Se utilizará bajo estricto control médico y exclusivamente en los casos en que los beneficios potenciales justifiquen posibles riesgos.

## Efectos secundarios
- Dermatológicas: erupciones, con frecuencia asociadas a prurito y en ocasiones con fiebre, artralgias y eosinofilia, pudiendo aparecer durante las cuatro primeras semanas de tratamiento. Suele ser maculopapular y raramente urticarial. Generalmente las erupciones son leves y desaparecen en pocos días reduciendo la dosis, con tratamiento antihistamínico a corto plazo y/o supresión del tratamiento; la remisión puede producirse incluso si se continúa con captopril. Puede aparecer prurito sin erupciones. También se ha detectado una lesión reversible tipo penfigoide y fotosensibilidad. En raras ocasiones apareció rubor o palidez. También se han observado casos de pénfigo bulloso, eritema multiforme (incluyendo síndrome de Stevens-Johnson), dermatitis exfoliativa.
- Cardiovasculares. Hipotensión: se han observado taquicardia, dolor torácico y palpitaciones en un 1% de los pacientes respectivamente. En menos del 0,3% de los pacientes, angina de pecho, infarto de miocardio, síndrome de Raynaud, insuficiencia cardíaca congestiva, paro cardíaco, accidente/ insuficiencia cerebrovascular, arritmias, hipotensión ortostática, síncope.
- Gastrointestinales: Disgeusia, se ha detectado en un 2-4% de los pacientes, siendo reversible incluso si se mantiene el tratamiento. También pancreatitis, glositis, dispepsia.
- Hematológicas. Neutropenia/agranulocitosis: se han presentado casos de anemia, trombocitopenia y pancitopenia.
- Inmunológicas. Angioedema: se ha detectado en un 0,1% de los pacientes.
- Respiratorias. Tos: se observó en el 0,5-2% de los pacientes.
- Renales: se han visto raramente (<0,2%) insuficiencia renal síndrome nefrótico, poliuria, oliguria, polaquiuria y proteinuria.
- Generales: astenia, ginecomastia.
- Hematológicos: anemia (incluye casos de anemia aplásica y anemia hemolítica).
- Hepatobiliares: ictericia, hepatitis, incluyendo casos raros de necrosis hepática, colestasis.
- Metabólicos: hiponatremia sintomática.
- Musculoesqueléticos: mialgia, miastenia.
- Neurológicos y psiquiátricos: ataxia, confusión, depresión, nerviosismo, somnolencia.
- Respiratorios: broncospasmo, neumonitis eosinófila, rinitis.
- Visuales: visión borrosa.
- Urogenitales: impotencia sexual.
- otros: necrosis de la mucosa sublingual.

Como con los demás ECAs, se ha descrito un síndrome que incluye fiebre, mialgia, artralgia, nefritis intersticial, vasculitis, erupciones u otras manifestaciones dermatológicas, eosinofilia y elevación de la VSG.

## Valores anormales en las pruebas de laboratorio
- Electrólitos séricos: hiperpotasemia (sobre todo en pacientes con insuficiencia renal), e hiponatremia sobre todo en los pacientes sometidos a dieta con restricción de sodio o en tratamiento concomitante con diuréticos.

- Pruebas de función renal: elevaciones transitorias de BUN o de la creatinina, especialmente en pacientes que sufren depleción de sal o volumen o están afectos de hipertensión renovascular.

- Pruebas de función hepática: elevaciones de las transaminasas hepáticas, de la fosfatasa alcalina y de la bilirrubina sérica.

- Hematológicos: en algunos casos, se ha descrito la aparición de anticuerpos antinucleares positivos. La manifestación más probable de sobredosificación es la hipotensión, que puede ser tratada si fuese necesario, mediante infusión intravenosa de suero salino. El captopril puede ser eliminado de la circulación sanguínea mediante hemodiálisis, pero en neonatos y niños no hay datos suficientes sobre su eficacia para recomendarla. La diálisis peritoneal no es eficaz, y no existen datos sobre la eficacia de la plasmaféresis.

## Sobredosis
Los síntomas de sobredosis incluyen hipotensión severa, shock, estupor, bradicardia, alteraciones electrolíticas y fallo renal.
Las medidas para prevenir la absorción (por ejemplo, lavado gástrico, la administración de absorbentes y sulfato sódico durante los 30 minutos después de la ingesta) y el agilizar la eliminación, se deben realizar si la ingesta es reciente. Si aparece hipotensión, se debe colocar al paciente en posición de shock y se debe administrar rápidamente suplementos de sal y de volumen. Se debe considerar el tratamiento con angiotensina‑II. La bradicardia o las reacciones vagales extensas se deben tratar administrando atropina. Se debe considerar el uso de marcapasos.
Captopril se puede eliminar de la circulación por hemodiálisis.

### Manifestaciones y manejo de la sobredosificación o ingesta accidental
La corrección de la hipotensión debe ser de capital importancia. La expansión de volumen con una solución intravenosa salina isotónica es el tratamiento de elección para restaurar la presión arterial.
Aun cuando CAPTOPRIL puede extraerse de la circulación en el adulto, mediante hemodiálisis, no se tiene suficiente experiencia respecto a la efectividad de la hemodiálisis para extraerlo en niños y en recién nacidos. La diálisis peritoneal no es efectiva para extraer CAPTOPRIL; no hay suficiente información respecto a la exanguinotransfusión para extraer CAPTOPRIL de la circulación general.

### Recomendaciones sobre almacenamiento
Consérvese a temperatura ambiente a no más de 30 °C y en lugar seco.
Proteger de la humedad. Mantener los frascos bien tapados.